# Nejc Hodnik
Nejc Hodnik, slovenski kemik, * 8. april 1981, Ljubljana.

## Življenjepis
Nejc Hodnik je doktoriral pri Stanku Hočevarju leta 2013 na Kemijskem inštitutu v Sloveniji. Nato je bil Marie Curie Intra-European štipendist v skupini Prof. Mayrhoferja na Max-Planck-Institut für Eisenforschung. Leta 2019 je postal pridruženi izredni profesor na Univerzi v Novi Gorici, pridobil ERC Starting Grant projekt na temo elektrokatalitskega in strukturnega obnašanja nanodelcev plemenitih kovin na atomski ravni (ERC projekt: 123STABLE) in ustanovil nov Laboratorij za elektrokatalizo. Je prvi kemik v Sloveniji z ERC projektom. Leta 2021 je pridobil tudi ERC Proof of Concept Grant na temo proizvodnje boljših in naprednejših katalizatorjev za gorivne celice na vodik (ERC projekt: StableCat). Njegove raziskave so osredotočene na preučevanje stabilnosti nanomaterialov kot elektrokatalizatorjev z naprednimi elektrokemijskimi karakterizacijskimi metodami, sintezo, elektronsko mikroskopijo, recikliranjem, itd.

## Raziskovalna področja
Nejc Hodnik se ukvarja s kemijo in raziskavami materialov. Njegova glavna raziskovalna dela so osredotočena na elektrokatalizo, predvsem na področju gorivnih celic in elektrolizatorjev. Specializira se za razvoj in karakterizacijo nanomaterialov, ki izboljšujejo učinkovitost in predvsem stabilnost elektrokatalizatorjev. Razvija napredne elektrokemijske metode, kot so karakterizacija materialov z elektronsko mikroskopijo (TEM, SEM), analitika z ICP-MS v kombinaciji s ciklično voltametrijo (CV), analiza degradacijskih mehanizmov, elektronska mikroskopija na identični lokaciji (IL-TEM in IL-SEM) ter recikliranje plemenitih kovin.

## Priznanja
Leta 2024 je prejel Puhovo nagrado za vrhunske dosežke za razvoj nove metode priprave katalizatorjev za gorivno celico (soprejemniki Matija Gatalo, Marjan Bele in Miran Gaberšček).